# Voyageurs et Magiciens
Pour plus de détails, voir Fiche technique et Distribution.
Voyageurs et Magiciens (Chang hup the gi tril nung) est un film bhoutanais et australien, réalisé par Khyentse Norbu, sorti en 2003.

## Synopsis
Pour Dondup, il n'est pas question de passer le reste de sa vie comme fonctionnaire dans un minuscule village des montagnes du Bhoutan. Il rêve de partir faire fortune aux États-Unis. Pour cela, il ne lui manque qu'un visa, qu'il doit aller chercher dans une lointaine grande ville. Contraint de s'y rendre à pied, Dondup chemine avec un vendeur de pommes et un moine qui, jour après jour, lui conte l'histoire de Tashi, un jeune fermier qui lui aussi, voulait coûte que coûte changer sa vie, mais vit ses plans modifiés par une rencontre amoureuse. Lorsqu'un marchand et sa très belle fille se joignent aux marcheurs, la fable du moine prend une dimension aussi étrange que fascinante. Cette histoire de désir, d'ambition et de meurtre trouve soudain chez Dondup un écho qui va changer son destin...

## Analyse
Lhakpa Dorji, un des acteurs du film, a déclaré : « Peu de personnes savent situer le Bhoutan et d'ailleurs ce n'est pas grave » lors de sa présentation officielle, à Deauville. 

Dans ce royaume bouddhiste situé au sud du Tibet où l'on trouve plus de moines bouddhistes que de soldats parmi les deux millions d'habitants, un décret royal a fixé le « Bonheur National Brut » comme prévalant sur le Produit National Brut.

C'est dans ces paysages accidentés, forestiers pour la plupart (plus de 60 % du territoire, une surface à préserver, également sur décret royal) que Khyentse Norbu nous conte l'histoire de Dondup.

## Fiche Technique
- Titre : Voyageurs et Magiciens
- Titre original : Chang hup the gi tril nung
- Titre anglais: Travellers and magicians
- Réalisation : Khyentse Norbu
- Scénario : Khyentse Norbu
- Photographie : Alain Kozlowski
- Décors : Raymond Steiner
- Son : Andrew Belletty
- Costumes et maquillage : Claudia Bahls
- Effets spéciaux : Simon Carroll, Tim Crosbie
- Montage : John Scott, Lisa-Anne Morris
- Production : Raymond Steiner, Malcolm Watson
- Société de Production : Prayer Flag Pictures
- Pays d'origine :  Australie,  Bhoutan
- Langue : Dzongkha
- Format : Couleurs / 1.85 : 1
- Genre : Aventure, Romance
- Durée : 108 minutes
- Dates de sortie :  
  - 2 août 2003 à Thimphu au  Bhoutan
  - 21 avril 2004 en  France
  - 18 août 2004 en  Belgique

## Distribution
- Tshewang Dendup : Dondup
- AP Dochu : le vendeur de pommes
- Sonam Kinga : le moine
- Sonam Lhamo : Sonam

Le monde de Dondup
- Dasho Adab Sangye : le père de Sonam
- Gup Kado Duba : l'homme qui louche
- Lieutenant-colonel Dasho Kado : le chef du village
- Pema Tshering : l'homme à l'arc
- Tshering Dorji : le postier
- Jigme Drukpa : Phunsok
- Gurula : le facteur
- Phub Thinley : le chanteur de la cérémonie du phallus
- Tshering Yangchen : la dame du village
- Kezang Norbu : le chauffeur Sedan
- Sonam Dorji : le passager Sedan
- Samdrup Dorji : le chauffeur du camion
- Ugyen Tshomo : la femme dans le camion
- Dechen Dorjee : l'homme ivre
- Neten Chokling : le chauffeur du bus

Le monde de Tashi
- Dasho Bato Karp : le fermier
- Lhakpa Dorji : Tashi
- Karma Yangki : la fille au riz
- Namgay Dorjee : Karma
- Lungtaen Gyatso : le professeur de magie
- Gomchen Penjore : Agay
- Deki Yangzom : Deki

## Musique
- Special Times, composé et interprété par David Hykes
- Times to the True, composé et interprété par David Hykes
- Hit the Road, composé et interprété par Michal the Girl
- Hooke, Line & Sink Me, composé et interprété par Michal the Girl
- Wake Up, composé par Ben Fink et interprété par King Clam
- Yak Song, chant traditionnel interprété par Sonam Dorji
- Yak Song, instrumental traditionnel, interprété par Jigme Drukpa
- In This World, composé et interprété par Jigme Drukpa
- Nyi Semki, composé et interprété par Dechen Dorjee
- Yak Doof, composé par Ben Fink et interprété par Sonam Dorji, Ben Fink et John Napier

## Autour du film
- Voyageurs et Magiciens est le premier long métrage entièrement produit et réalisé au Bhoutan.
- Il s'agit d'un des huit films tournés en langue Dzongkha, dialecte tibétain, langue officielle du Bhoutan.
- Les acteurs ne sont pas des professionnels. La distribution rassemble des gens venus des quatre coins du pays, notamment un moine formé aux mathématiques pures, un chercheur faisant partie d'une cellule de réflexion stratégique gouvernementale, des employés de la télévision bhoutanaise, le dirigeant des banques et des institutions financières du pays, un colonel de la garde du roi, un directeur d'école, des élèves, des fermiers et des gomchen - médecins-philosophes pratiquant la méditation.
- La projection du film au Bhoutan n'a pu avoir lieu que dans le seul cinéma du pays.

## Récompenses et distinctions
- Prix du Public au Festival du film asiatique de Deauville 2004
- Meilleur Réalisateur à l'Asian American International Film Festival 2004
- Nommé Meilleur Film étranger au São Paulo International Film Festival 2004
- Nommé au Toronto International Film Festival
- Nommé au Venise International Film Festival